# Programme des Nations unies pour l'environnement
Le Programme des Nations unies pour l'environnement (PNUE, en anglais United Nations Environment Program, UNEP) est une organisation dépendante de l'Organisation des Nations unies, créée en 1972, et ayant pour but de :
- coordonner les activités des Nations unies dans le domaine de l'environnement ;
- assister les pays dans la mise en œuvre de politiques environnementales.

Depuis que la notion de développement durable est définie (rapport Brundtland, 1987), le PNUE cherche à intégrer la problématique environnementale dans des politiques plus globales. Le Groupe d'experts intergouvernemental sur l'évolution du climat (GIEC) dépend de l’Organisation météorologique mondiale et du PNUE.
Son siège se trouve à l'office des Nations unies à Gigiri au nord de Nairobi (UNON) au Kenya. Le PNUE est la première organisation de l'ONU basée dans un pays en développement.

## Histoire

### Création
La déclaration finale de la Conférence des Nations unies sur l'environnement, issue de la conférence des Nations unies sur l'environnement humain (aussi nommée 1er sommet de la Terre, qui s'est tenue à Stockholm du 5 au 16 juin 1972), pose les bases du PNUE.
Officiellement, le PNUE est créé le 15 décembre 1972 par la résolution 2997 lors de la XXVIIe Assemblée générale des Nations unies intitulée Dispositions institutionnelles et financières concernant la coopération internationale dans le domaine de l'environnement.
En 1972, l'écologie moderne est encore en gestation. En 1962, la zoologiste Rachel Carson publie Silent Spring qui accuse certains pesticides d'être dangereux pour les oiseaux et pour l'homme. En 1968, l'écologiste Garrett Hardin dans The Tragedy of the Commons développe l'idée que « l'air et l'eau qui nous entourent ne peuvent être enclos ». La multiplication des alertes et des travaux qui placent l'écologie au centre de leur propos fait surgir, dans les pays industrialisés, un nouveau paradigme, marqué par l'idée de « complexité » portée entre autres par Edgar Morin qui dit avoir pris conscience des enjeux écologiques en Californie, dans les années 1969-1970.
Dans les pays en développement, le cercle vicieux entre pauvreté et dégradation de l'environnement est résumé par Indira Gandhi à la Conférence des Nations Unies sur l'environnement de Stockholm (en tant que Premier ministre de l'Inde) « La pauvreté est la forme la plus grave de pollution ».
Les effets tératogènes de la Thalidomide découverts en 1960-61, et les preuves de plus en plus précises de pollution chimique des milieux. Le 18 mars 1967, le Torrey Canyon fait naufrage et donne naissance aux premiers éléments des politiques française, britannique et européenne de prévention et de lutte contre les grandes marées noires.
Parmi les actions en faveur de l'environnement, on note le Club de Rome et le rapport qu'il commande en 1970 au Massachusetts Institute of Technology puis publié en 1972 sous le titre Halte à la croissance ?.

### Entre conservation et développement; équilibres difficiles à trouver
Au XIXe siècle et au début du XXe siècle, le premier mouvement spontané de protection et conservation de la nature est de créer des aires protégées (parcs nationaux principalement), pour protéger la nature et la naturalité (wilderness) des activités humaines les plus destructrices.
Cette stratégie « gelait » des terres, et en excluait parfois certaines formes de développement pour les populations indigènes ou nouvellement arrivées. Elle a dans les années 1970-1980 été critiquée et présentée par ses détracteurs comme une « mise sous cloche » (ou comparées à des réserves indiennes). Elle a parfois été jugée « muséographique » et uniquement capable de conserver une nature fragmentée ou freinant le développement économique en y empêchant l'exploitation des ressources, minières et pétrolières notamment. Un constat partagé est qu'elle n'a pas suffi à empêcher une dégradation générale et accélérée de l'environnement hors des réserves, et parfois dans celles-ci.
Face à ce constat d'échec ou de demi-échec, l'ONU, comme d'autres, a souhaité promouvoir un développement humain intégrant mieux l'environnement. Un nouveau paradigme émerge alors, partagé par des organisations telles que le PNUE, l'UICN, le programme Man and Biosphere ou des ONG telles que le WWF, consistant à promouvoir une démarche dite de « développement intégré » et durable prenant conjointement soin de la Terre et des ressources naturelles, et des populations humaines. Cette approche promeut un développement des communautés humaines qui apprendraient à restaurer, protéger ou gérer la biodiversité et les milieux, tout en les exploitant en deçà de leurs seuils de non-renouvelabilité. Cette volonté de ne pas opposer la nature et le développement (ou l'emploi), pour un « développement harmonieux » prenant mieux en compte le développement humain émerge à Rio de Janeiro au premier Sommet de la Terre en 1992, puis réaffirmée au Sommet de la Terre de Johannesbourg en 2002. Elle était encore la priorité des projets de textes soumis aux membres de la Conférence mondiale de l'ONU pour la biodiversité (2010) à Nagoya. Pourtant, en 20 ans, cette approche n'a pas non plus permis de stopper la perte de biodiversité, ce qui était l'une des premières préoccupations du PNUE depuis Rio.
Au moment du Sommet de Johannesburg, des auteurs tels que John G. Robinson avaient déjà fait une analyse critique de cette stratégie trop utilitariste qui, en posant le principe que « la conservation et le développement des ressources naturelles doit être le même processus », n'a pas tenu compte d'une réalité qui est celle que les modèles économiques et de développement dominants ne disposent pas des outils permettant de ne pas surexploiter les ressources naturelles. J. G. Robinson, par exemple soutient que le but de créer une société durable, tel que défini dans Sauver la Planète, est une utopie irréalisable, et que les mécanismes proposés pour atteindre cet objectif conduiront irrémédiablement à la perte de la diversité biologique. L'utilisation durable et raisonnable des ressources naturelles n'est possible dans cette vision que « lorsque les deux satisfactions, des besoins humains, et des pertes de la biodiversité et la dégradation de l'environnement sont acceptables ». Or, « ces conditions ne sont pas toujours respectées lorsque les ressources naturelles sont utilisées », et J.G. Robinson considère qu'il y a des contradictions fondamentales entre les besoins humains et le potentiel des ressources naturelles. Il conclut en soulignant que, « si l'utilisation durable est une approche puissante pour la conservation de la nature, elle n'est pas la seule, et que la conservation de nombreuses espèces et des communautés biologiques nécessite également une approche préservationniste ».
Un autre paradigme émergent dans les années 1980-1990 est celui de la nécessité urgente de restaurer un minimum de connectivité écologique à échelle de tous les biomes (notion traduite en France par la Trame verte et bleue), mais sa déclinaison concrète sur le terrain est lentement mise en œuvre, (bien que, pour ce qui est de la France, elle soit imposée par la législation).
La dernière conférence des parties sur la Convention de l'ONU pour la biodiversité a admis le besoin de restaurer la biodiversité dans les villes et sur une partie significative des territoires exploités par l'Homme, et le besoin de multiplier la surface d'aires protégées (y compris en mer).

### Réforme
Depuis le sommet de la Terre 2002 à Johannesburg et le projet de réforme de l'ONU initié en janvier 1997 par Kofi Annan, une réforme du PNUE est envisagée. La création de l'ONUE (Organisation des Nations unies pour l'environnement). Les « Amis de l'ONUE » se sont réunis à Agadir les 12 et 13 avril 2007 ; quelques jours plus tard, le porte-parole des États-Unis indique que le gouvernement des États-Unis ne voyait pas l'intérêt d'une ONUE.
Le 9 novembre 2007, le PNUE annonce la création d’un « groupe d’experts sur la gestion durable des ressources » (UN – International Resource Panel).

## Activité
Cette section ne s'appuie pas, ou pas assez, sur des sources secondaires ou tertiaires indépendantes du sujet. Le texte peut contenir des analyses inexactes ou inédites de sources primaires.
Pour l'améliorer, ajoutez-en, ou placez des modèles {{Source secondaire souhaitée}} ou {{Source secondaire nécessaire}} sur les passages mal sourcés. (juin 2022)
Ses activités couvrent une large étendue de problèmes. De la sauvegarde des écosystèmes marins et terrestres à la protection de l'atmosphère, en passant par la promotion et amélioration de la science environnementale. Il élabore également des moyens de préventions et de réponses rapides aux catastrophes environnementales.
Le PNUE développe ainsi des manuels de recommandations et traités d'applications sur les problèmes tels que le commerce international de produits chimiques dangereux, la pollution de l'air transfrontalière ainsi que la contamination des routes maritimes internationales.
Il supervise le Comité scientifique des Nations unies pour l'étude des effets des rayonnements ionisants (UNSCEAR), créé en 1955.
L'Organisation météorologique mondiale et le PNUE fondent le groupe d'experts intergouvernemental sur l'évolution du climat (GIEC) en 1988.
Les quatre organes principaux du PNUE sont le conseil d'administration, le forum global des ministres de l'environnement, le secrétariat et le Fonds pour l'environnement mondial.
Le PNUE emploie environ 600 personnes de diverses nationalités, et associe indirectement de nombreuses agences de l'environnement ou de l'énergie, scientifiques, experts et Organisations non gouvernementales environnementalemas dans le monde.
Pendant deux décennies, l’UNESCO et le PNUE dirigent le Programme international d’éducation relative à l’environnement (1975-1995), lequel fournissait une vision et des conseils sur la mobilisation de l’éducation pour renforcer la prise de conscience environnementale. En 1976, l’UNESCO lance Connexion, un bulletin de l’éducation relative à l’environnement qui faisant office d’organe officiel du Programme international d’éducation relative à l’environnement UNESCO-PNUE (PIEE). Jusqu’en 2007, cette publication servait de ressource pour l’échange d’informations sur l’éducation à l’environnement (EE), en général, et pour la promotion des objectifs et des activités du PIEE, en particulier. Elle a aussi permis de créer un réseau d’institutions et d’individus intéressés et actifs dans le domaine de l’éducation à l’environnement.

### Bureaux
Le PNUE dispose de six bureaux régionaux (RO pour Régional Office) et d'un réseau de centres :
- Europe ROE, Genève,  Suisse,
- Afrique ROA, Nairobi,  Kenya,
- Amérique du Nord RONA, Washington, D.C.,  États-Unis,
- Asie/Pacifique ROAP, Bangkok,  Thaïlande,
- Amérique latine et Caraïbes ROLAC/Oficina Regional para América Latine y el Caribe : ORPALC, Ciudad de Panamá,  Panama,
- Asie occidentale ROWA, Al-Manāmah,  Bahreïn.

#### Bureaux de liaison
Le PNUE dispose de sept bureaux de liaison :
- Bureau de liaison de New York,  Nations unies
- Bureau de liaison avec l'Union européenne, Bruxelles,  Union européenne
- Bureau de liaison de la Ligue arabe, Le Caire,  Ligue arabe
- Bureau de liaison de Pékin,  Chine, ouvert en septembre 2003[10]
- Bureau de liaison de Brasilia,  Brésil, ouvert en avril 2004[11]
- Bureau de liaison de Moscou,  Russie
- Bureau de liaison d'Addis-Abeba,  Éthiopie

### Divisions
Le PNUE dispose aussi de sept divisions, dont six situées à Nairobi :
- Division de l'alerte rapide et de l'évaluation (DEWA)
- Division de la mise en œuvre des politiques environnementales (DEPI)
- Division de la coopération régionale (DRC)
- Division du droit environnemental et des conventions (DELC)
- Division de la communication et de l'information (DCPI)
- Division de la coordination du fond pour l'environnement mondial (DGEF)

Et une partagée entre Paris, Genève et Osaka :
- Division technologie, industrie et économie (DTIE)
- OzonAction

## Responsables
| Nom                  | Pays      | Mandat      |
| -------------------- | --------- | ----------- |
| Maurice Strong       | Canada    | 1973-1975   |
| Mostafa Kamal Tolba  | Égypte    | 1976-1992   |
| Elizabeth Dowdeswell | Canada    | 1993-1998   |
| Klaus Töpfer         | Allemagne | 1998-2006   |
| Achim Steiner        | Allemagne | 2006-2016   |
| Erik Solheim         | Norvège   | 2016-2019   |
| Inger Andersen       | Danemark  | Depuis 2019 |

## Prix et récompenses
Le PNUE décerne un certain nombre de prix et récompenses :
- Les Champions de la Terre
- Palmarès mondial des 500, créé en 1987, le prix a été remis à 683 personnes ou organisations jusqu'à son remplacement en 2005 par les champions de la Terre, Global 500 Roll of Honour for Environmental Achievement
- Le prix Sasakawa pour l'environnement UNEP Sasakawa Prize
- The Seed Awards
- Le prix Volvo pour l'environnement Volvo Environment Prize
- Focus On Your World - UNEP International Photographic Competition
- International Hotel and Restaurant Association (IH&RA) Environmental Award
- Le prix international Zayed pour l'environnement Zayed International Prize for the Environment
- Les LivCom Awards : Le Prix International des communautés vivables The LivCom Awards: International Awards for Liveable Communities
- Le prix mondial du PNUE pour la couche d'ozone Ozone Awards
- The Green Awards

## Sources
- Cet article est partiellement ou en totalité issu de la page « Enjeux et tendances de l'éducation en vue du développement durable » de UNESCO, le texte ayant été placé par l’auteur ou le responsable de publication sous la CC BY-SA 3.0 IGO